# دنیل براندنشتاین
دنیل براندنشتاین (به انگلیسی: Daniel Charles Brandenstein) فضانورد اهل ایالات متحده آمریکا است که در ۱۷ ژانویهٔ ۱۹۴۳ میلادی در واترتون، ویسکانسین زاده شد. وی در مأموریت اس‌تی‌اس-۸، اس‌تی‌اس-۵۱-جی، اس‌تی‌اس-۳۲، اس‌تی‌اس-۴۹ حضور داشته است.